# Festival des Lanternes à Borobudur
 (mai 2025).
 (mai 2025).

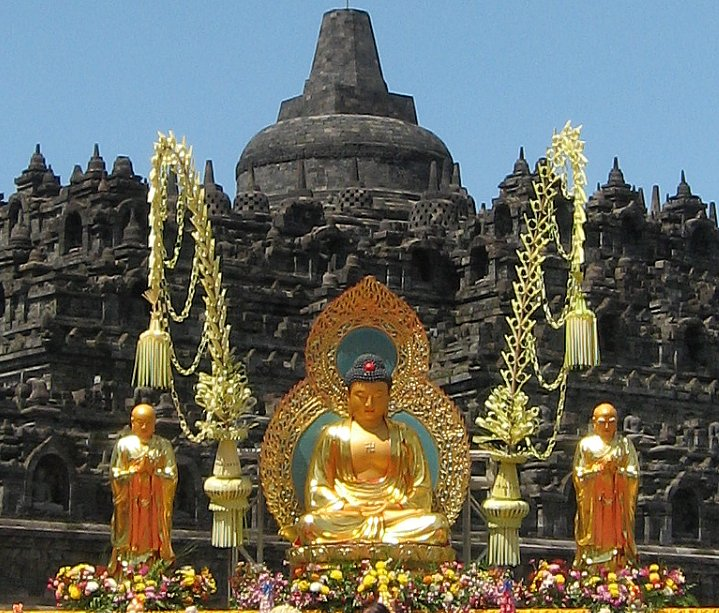
Célébration de la journée de Vesak à Borobudur en 2011

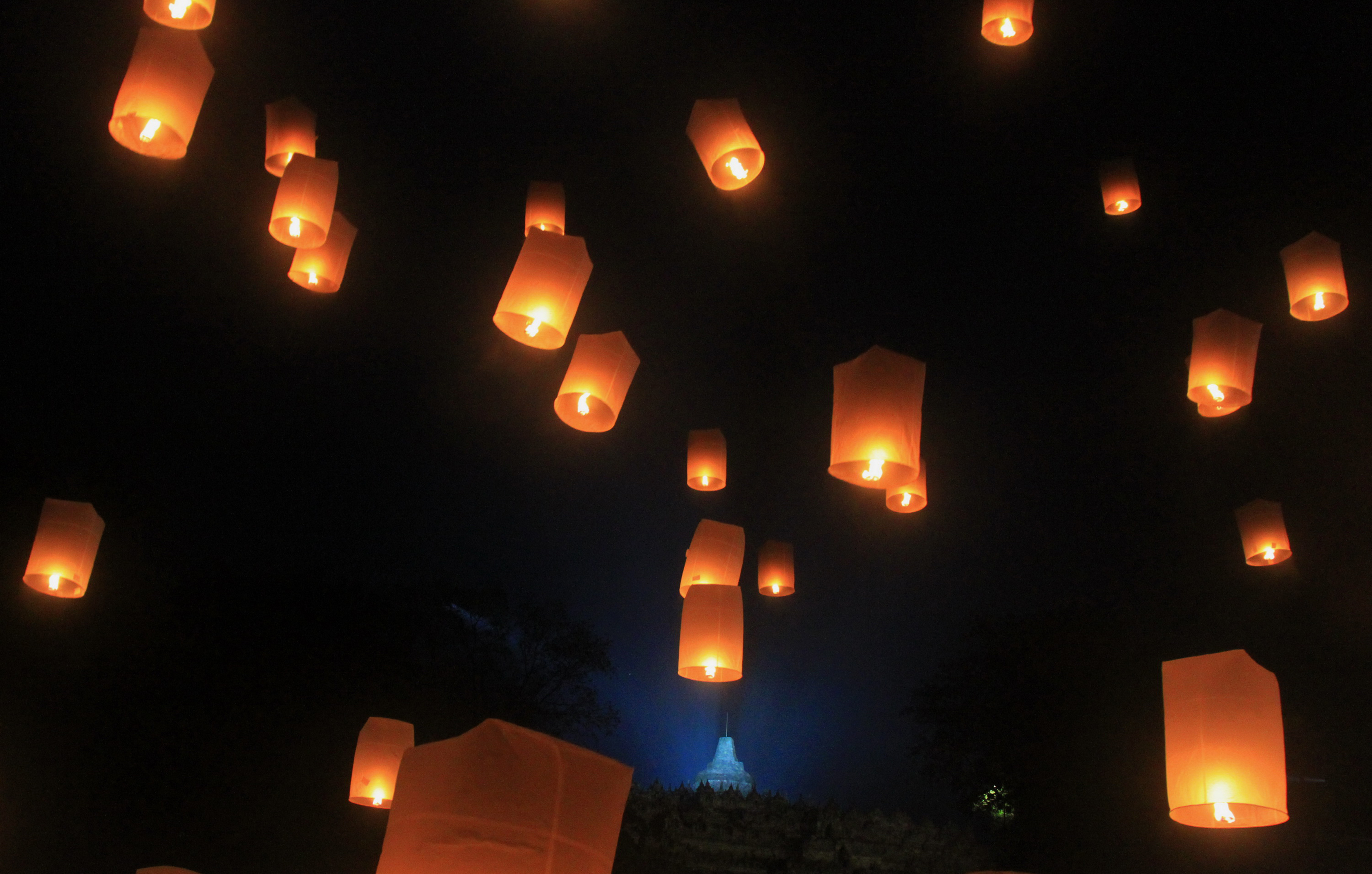
Festival des Lanternes de Vesak à Borobudur 2021

Festival des Lanternes à Borobudur (indonésien : Festival Lampion Waisak Borobudur; anglais : Borobudur Vesak Lantern Festival) c’est un festival vibrant et spirituellement important qui a lieu chaque année à Borobudur, un site du patrimoine mondial de l’UNESCO situé dans la régence de Magelang, en Java central, en Indonésie. Borobudur est le plus grand complexe de temples bouddhistes au monde. Le festival coïncide avec le Vesak, le jour le plus sacré pour les bouddhistes du monde entier, et fait partie des jours fériés en Indonésie.
Le Festival des Lanternes de Vesak à Borobudur constitue le point culminant d’une série d’activités cérémonielles organisées principalement par la communauté bouddhiste indonésienne, en particulier par les sectes Theravāda et Mahāyāna. Les célébrations débutent généralement à Mendut, se poursuivent à Pawon, et culminent à Borobudur, retraçant un chemin sacré connu sous le nom de « sainte triade des temples bouddhistes javanais ».

## Signification
Le Festival des Lanternes de Vesak à Borobudur renforce non seulement l’identité du bouddhisme indonésien, mais sert également de plateforme pour l’harmonie interreligieuse, le tourisme et la diplomatie culturelle. Il met en valeur le pluralisme de l’Indonésie, où un pays à majorité musulmane vénère et protège un patrimoine bouddhiste historique.
Il s’agit de bien plus qu’un simple événement culturel ; c’est une tradition vivante de réflexion spirituelle, d’expression artistique et d’unité communautaire. Alors que les lanternes flottent dans le ciel étoilé de Java, elles portent avec elles les prières de milliers de personnes — incarnant la lumière durable de la compassion et de la sagesse qui définit les enseignements du Bouddha.

## Points forts du festival

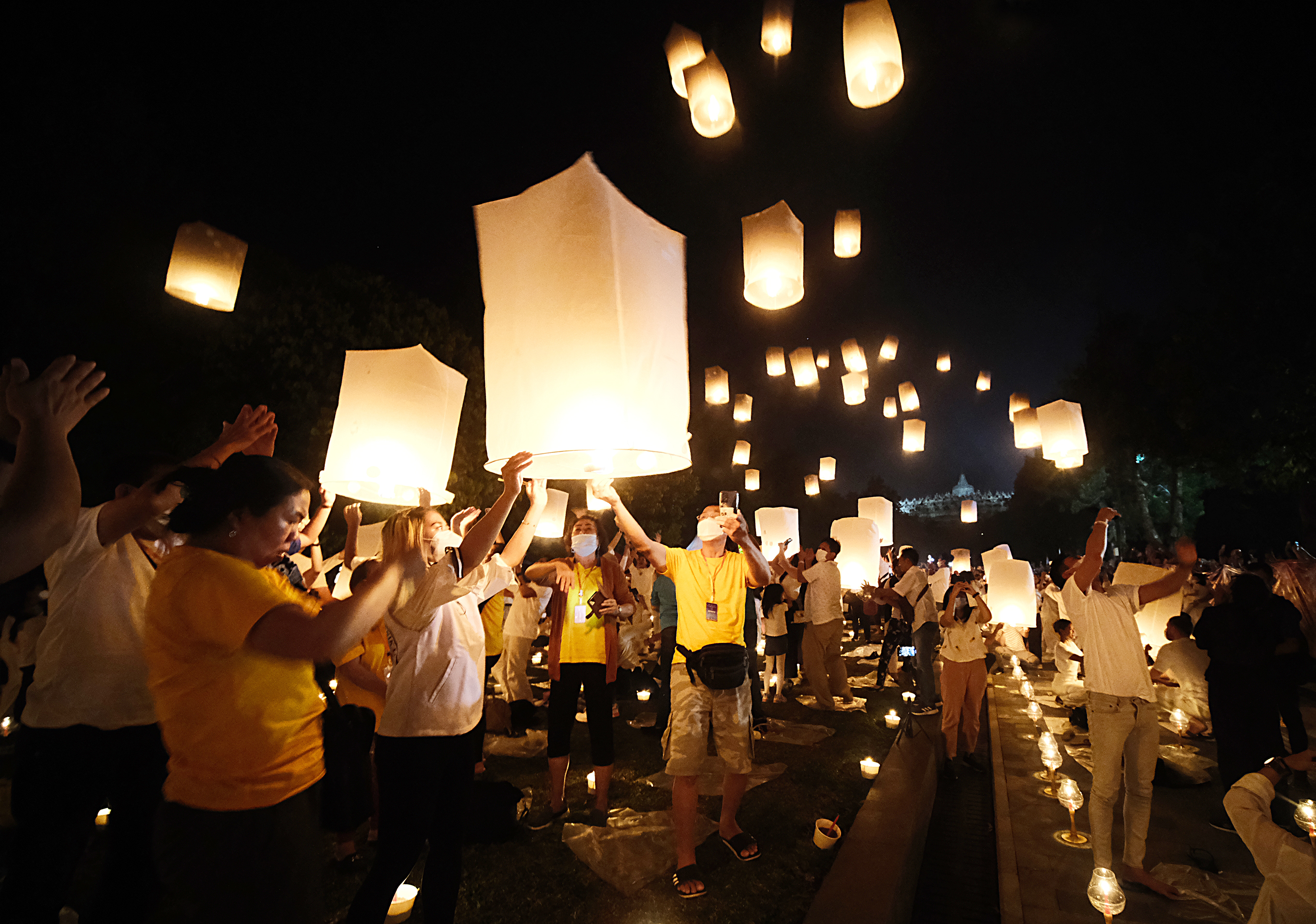
La cérémonie du lâcher de lanternes célestes lors du Festival des Lanternes de Borobudur en 2022.

### Conférences sur le Dharma et chants de prières
Des moines d’Indonésie et de l’étranger se réunissent pour des prières, des chants méditatifs et la récitation des écritures bouddhistes.

### Bain des statues de Bouddha
Un rituel symbolique où les participants versent de l’eau sur une statue du Bouddha enfant, représentant la purification de l’esprit et de l’âme.

### Processions
Des milliers de moines et de fidèles laïcs participent à des processions aux chandelles le long d’un chemin bordé d’offrandes et de fleurs, créant une ambiance spirituelle solennelle et unifiée.

### Cérémonie du lâcher de lanternes
À la tombée de la nuit, les participants libèrent des milliers de lanternes célestes dans le ciel. Cela symbolise l’illumination, l’espoir et la libération de la souffrance. Les lanternes illuminent le ciel nocturne au-dessus de Borobudur, créant un spectacle visuel saisissant qui attire photographes et visiteurs du monde entier.

### Ouvrages cités

#### Sources issues de la presse écrite et en ligne
- (en) « Borobudur Temple Compounds », sur UNESCO World Heritage Centre, United Nations Educational, Scientific and Cultural Organization (UNESCO), 2024
- (id) « Siaran Pers: Perayaan Waisak di Borobudur, Nikmati Kemilau Festival Lampion dan Jelajahi Wisata Magelang », Indonesian Tourism Ministry, 2025
- (id) « 7 Fakta Unik Perayaan Waisak Candi Borobudur, Sudah Ada Sejak 1929 Loh! », Indonesian Tourism Ministry, 2025
- (id) « Hari Raya Waisak », Taman Wisata Candi Borobudur, Prambanan & Ratu Boko (TWC), 2024